# Bessie Love
Bessie Love (født Juanita Horton; 10. september 1898, død 26. april 1986) var en amerikansk teater- og filmskuespiller, der blev berømt for sine roller som uskyldig, ung pige og senere i roller som myndige modne kvinder i stumfilmæraen og i de tidlige tonefilm. Hun havde en lang og aktiv filmkarriere, som strakte sig over 68 år. I hendes tidlige karriere var hun populær i musicals og blev nomineret til en Oscar for bedste kvindelige hovedrolle for Broadways melodi.

## Karriere

### 1915–20: Begyndelsen og samarbejde med Fine Arts
Bessie Love blev født i Texas, men flyttede med forældrene til Hollywood.
Da Juanita Horton var 16 år, mødte hun i juni 1915 op på et filmset for at møde skuespilleren Tom Mix, der havde bedt hende om at møde ham, hvis hun gerne "ville blive til noget" i filmbranchen. Mix var dog ikke til stede, og hun mødte i stedet filminstruktøren D.W. Griffith, der i eget navn indgik en kontrakt med hende. Det blev besluttet at ændre hendes scenenavn, da Juanita Horton var for langt og for vanskeligt at udtale, og Griffiths medarbejder Frank E. Woods gav Horton scenenavnet Bessie Love: "Bessie, because any child can pronounce it. And Love, because we want everyone to love her!" Bessie Love gik ud af skolen for at koncentrere sig om sin filmkarriere.
Griffith gav hende en mindre rolle i storfilmen Intolerance (1916). Rollen i Intolerance var hendes første filmrolle, men produktionen af den mere end tre timer lange episke film var langvarig, og det var målt efter udgivelsestidspunkt den niende film, som Love medvirkede i. Love medvirkede i film produceret af Griffiths filmselskab Fine Arts Film, men Intolerance var den eneste af filmene, som var instrueret af Griffith.
Allerede i hendes anden optræden i filmen The Flying Torpedo fik hun en fremtrædende rolle, og hun optrådte en en række film i 1916, hvor hun spillede overfor flere etablerede hollowoodstjerner, bl.a. William S. Hart i The Aryan og Douglas Fairbanks i Hands Up!, Hans lille engel og The Mystery of the Leaping Fish. De mange optrædener fremtrædende roller gav Bessie Love den første hovedrolle i filmen Guldets forbandelse.
I begyndelsen af 1918 forlod Bessie Love Fine Arts til fordel for Pathé, der betalte bedre. Filmen hos Pathé var imidlertid ikke succesfulde, og hun indgik derfor en kontrakt om ni film med Vitagraph Studios senere på året. Alle ni film blev instrueret af instruktøren David Smith, men på trods af positive anmeldelser, blev filmene vist i mindre biografteatre, hvilket fik negativ indflydelse på hendes karriere

### 1921–28: Dramaskuespiller
Efter udløbet af kontrakten med Vitagraph stod Love uden kontrakt, og hun overtog herefter kontrollen med sin karriere. Love søgte roller, der adskilte hende fra rollerne som små piger, som hun havde spillet i begyndelsen af sin karriere. Hun fik i begyndelsen af 1920'erne roller, hvor hun portrætterede kvinder, der af den ene eller anden grund var i en form for konflikt med det omkringliggende samfund. Hun medvirkede i 1925 i filmen The King on Main Street, hvor hun er krediteret for at være den første person, der dansede Charleston på film.

### 1929-1930: Tonefilm og arbejde på teatret
Love havde i stumfilmdagene lært sig at synge og danse, og hun optrådte også med et Vaudeville-teater, hvilket forberedte hende på fremkomsten af tonefilm. Hun fik en rolle i den succesfulde korte tonefilm The Swell Head i begyndelsen af 1928, og fik senere på året kontrakt med MGM.
Hun optrådte i 1929 i hendes første tonefilm i spillefilmslængde, musicalfilmen Broadways melodi. Hendes optræden gav hende en nominering til en Oscar for bedste kvindelige hovedrolle, og filmens succes gav hende en forlængelse af kontrakten med MGM og en væsentlig lønforhøjelse fra ugentlig 500$ til 3.000$ (ca. 300.000 kr. i nutidspenge)
Hun optrådte i flere andre musicalfilm i de følgende år, hvilket gav hende til navnet "lærredets første musical comedy stjerne."

### Senere karriere
I 1932 begyndte hendes karriere at aftage og i 1935 flyttede hun til England, hvor hun fortsatte sin karriere ved blandt andet at spille teater. Under Anden verdenskrig havde hun svært ved at klare sig som skuespiller, men efter krigens afslutning genoptog hun sin karriere og medvirkede i både teater og film, ofte som amerikansk turist.

## Filmografi (udvalg)
- 1916 – Skyldig - ikke skyldig?
- 1916 – The Flying Torpedo
- 1916 – The Aryan
- 1916 – Hands Up!
- 1916 – Hans lille engel
- 1916 – The Mystery of the Leaping Fish
- 1916 – Stranded
- 1916 – Pigen fra Magnalia-Savværket
- 1916 – Intolerance
- 1916 – The Heiress at Coffee Dan's
- 1916 – Guldets forbandelse
- 1917 – Cheerful Givers
- 1917 – A Daughter of the Poor
- 1917 – Nina, the Flower Girl
- 1917 – Polly Ann
- 1917 – Beriderens Datter
- 1917 – Wee Lady Betty
- 1918 – The Dawn of Understanding
- 1918 – The Great Adventure
- 1918 – How Could You, Caroline?
- 1918 – A Little Sister of Everybody
- 1919 – Carolyn of the Corners
- 1919 – Cupid Forecloses
- 1919 – The Enchanted Barn
- 1919 – The Little Boss
- 1919 – Over the Garden Wall
- 1919 – The Wishing Ring Man
- 1919 – A Yankee Princess
- 1920 – Bonnie May
- 1920 – The Midlanders
- 1920 – Pegeen
- 1921 – The Honor of Rameriz
- 1921 – Penny of Top Hill Trail
- 1921 – The Sea Lion
- 1921 – The Spirit of the Lake
- 1921 – Drengen fra Fattiggyden
- 1922 – Bulldog Courage
- 1922 – Deserted at the Altar
- 1922 – Forget Me Not
- 1922 – The Village Blacksmith
- 1923 – Souls for Sale
- 1925 – Den forsvundne Verden
- 1928 – The Matinee Idol
- 1929 – The Girl in the Show
- 1929 – Broadways melodi
- 1929 – Hollywood Revyen
- 1930 – Godt Nyt
- 1930 – See America Thirst
- 1941 – Atlantic Ferry
- 1951 – The Magic Box
- 1954 – Den barfodede grevinde
- 1955 – Han, hun og katten
- 1957 – Historien om Esther Costello
- 1958 – Next to No Time
- 1958 – Nowhere to Go
- 1960 – Kun femten år
- 1961 – Vores franske sommer
- 1961 – Mrs. Stones romerske forår
- 1964 – Children of the Damned
- 1967 – Jeg glemmer aldrig - hva'-var'ed-nu-han-hed?
- 1968 – Isadora
- 1971 – Catlow
- 1971 – Den satans søndag
- 1976 – Det går helt agurk i saunaen
- 1977 – Gulliver's Travels
- 1981 – Reds
- 1981 – Ragtime
- 1981 – Lady Chatterleys elsker
- 1983 – Blodshunger